# Harriet Howard (1823-1865)
Harriet Howard, nata Elizabeth Ann Haryett (1823 – 1865), è stata un'attrice teatrale inglese, fu per lunghi anni amante e finanziatrice di Napoleone III di Francia.

## Biografia
Figlia di un calzolaio e nipote del proprietario del Castle Hotel a Brighton. All'età di quindici anni, scappò di casa con Jem Mason, un noto fantino, i due vissero insieme a Londra. Aspirando a diventare attrice, cambiò il nome in Harriet Howard. All'età di diciotto anni, divenne amante del maggiore Mountjoy Martyn. La coppia ebbe un figlio, Martin Constantin Haryett.

## Amante reale
Ad una festa data da Lady Blessington nel 1846, Miss Howard incontrò Luigi Napoleone, pretendente al trono di Francia a quel tempo in esilio a Londra. Luigi Napoleone si trasferì da lei insieme con i due figli, Alexandre Louis Eugène e Louis Ernest Alexandre che vennero educati insieme a Martin.
Con la sua ricchezza, Harriet finanziò il suo ritorno in Francia nel 1848 e nel dicembre dello stesso anno divenne Presidente. Miss Howard con i tre ragazzi si spostarono a rue de Cirque adiacente al Palais de l'Élysée. Continuò a sostenere le sue aspirazioni a diventare imperatore e finanziò in gran parte il Colpo di Stato del 2 dicembre 1851. Un anno più tardi, divenne Napoleone III, imperatore dei francesi. Ben presto, Napoleone iniziò la ricerca di un'imperatrice, e Miss Howard si ritrovò messa da parte. Napoleone, dopo essere stato rifiutato da Carola di Vasa e da altri membri dell'alta nobiltà, scelse Eugenia de Montijo. Miss Howard venne inviata a Le Havre quando Napoleone annunciò questo matrimonio, e la sua scrivania venne svuotata delle sue lettere compromettenti.

### Contessa de Beauregard

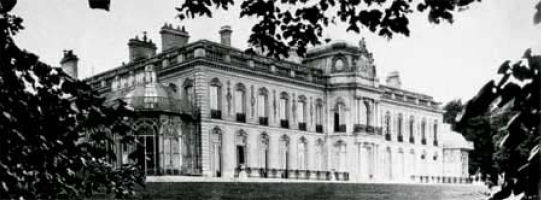
Il castello di Beauregard nel 1872

La fortuna di Miss Howard crebbe di nuovo, come Napoleone le rimborsò i suoi obblighi finanziari. Le fu dato il titolo di contessa de Beauregard, con la proprietà del Castello di Beauregard, vicino alla strada principale tra La Celle-Saint-Cloud e Versailles, vicino a Parigi. Dopo sei mesi dal matrimonio, Napoleone riprese la sua relazione con lei. La moglie gli proibì di vederla, e siccome necessitava di un erede, obbedì.

## Morte
Alla fine, nel 1854, sposò il capitano Clarence Trelawny, un allevatore di cavalli inglese, che usò il suo denaro per la sua attività. Tuttavia il matrimonio era difficile e non durò. Divorziarono nel 1865, nello stesso anno della sua morte.
Il rapporto con il figlio Martin era sempre stato teso. Martin ricevette il titolo di conte de Béchevêt da Napoleone, sposò una nobile ungherese ed ebbero tre figli: Richard Martyn Haryett de Béchevêt, Grisilde Charlotte Haryett de Béchevêt e Marianne Josephine Haryett de Béchevêt. Quando Martin morì nel 1907, suo figlio ereditò il titolo.
È sepolta insieme a suo figlio nel cimitero di Le Chesnay, situato a meno di 900 metri dal castello (ora distrutto).